# Quadroppia circumita
Quadroppia circumita är en kvalsterart som först beskrevs av Hammer 1961.  Quadroppia circumita ingår i släktet Quadroppia och familjen Quadroppiidae. Inga underarter finns listade i Catalogue of Life.